# Khanith

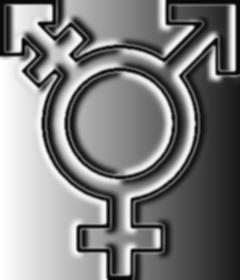
Symbol transgenderu

Omán

Khanith (také psáno jako Khaneeth nebo Xanith; arabsky: خنيث) je označení pro osobu, která se narodila jako muž, ale identifikuje se či chová jako žena a používá pro sebe ženské rodové výrazy. Do této skupiny patří jedinci hlásící se k tzn. třetímu pohlaví, trans-ženy, někteří nebinární lidé, cisgender muži chovající se jako ženy, a také muži, kteří mají z jakéhokoliv důvodu sex s jinými muži.
Khanith je považován za specifickou kategorii třetího rodu. Podle arabských tradic se khanit-jedinci, ačkoliv se podle tamních norem chovají jako ženy a mají sex s jinými muži, mohou stát „muži“, oženit se a mít děti, stačí se vzdát dosavadního životního stylu.

## Slovo
Je spjato s arabským slovem „mukhannathunem“, což znamená „zženštilý“.
Toto označení je obecně považováno za hanlivé a urážlivé, ale někteří jedinci se jej snaží přeměnit na známku hrdosti a užívají je sami pro sebe, aby ukázali, že se za svou genderovou identitu nestydí.

## Rozšíření výrazu
Slovo je používáno v Ománu a některých částech Arabského poloostrova.